# Hideko Maehata
Hideko Maehata (jap. 前畑 秀子 Maehata Hideko; ur. 20 maja 1914 w Hashimoto, zm. 24 lutego 1995) – japońska pływaczka specjalizująca się w stylu klasycznym, mistrzyni olimpijska (1936) i była rekordzistka świata.

## Kariera pływacka
W 1932 roku podczas igrzysk olimpijskich w Los Angeles zdobyła srebrny medal na dystansie 200 m stylem klasycznym, przegrywając o 0,1 s z reprezentantką Australii Clare Dennis. Był to pierwszy w historii medal olimpijski w kobiecym pływaniu dla Japonii. Po powrocie do kraju Maehata została skrytykowana przez gubernatora Tokio, ponieważ nie została mistrzynią olimpijską, a Tokio starało się wówczas o organizację igrzysk. 
Rok później, we wrześniu pobiła rekord świata w konkurencji 200 m żabką, uzyskawszy czas 3:00,4. 
Na igrzyskach olimpijskich w Berlinie w 1936 roku w eliminacjach 200 m stylem klasycznym ustanowiła nowy rekord olimpijski (3:01,9). Trzy dni później wywalczyła w tej konkurencji złoty medal, pokonując reprezentantkę gospodarzy, Marthę Genenger.
W 1979 roku została wprowadzona do International Swimming Hall of Fame.
Zmarła w wieku 80 lat z powodu ostrej niewydolności nerek.